# Marc Ounemoa
Marc Ounemoa (27 gennaio 1973) è un allenatore di calcio ed ex calciatore francese, di ruolo portiere, attuale preparatore dei portieri della Nazionale neocaledoniana.

## Carriera

### Giocatore

#### Club
Nel 2013, dopo aver militato al Baco, è passato all'Hienghène Sport, con cui ha concluso la propria carriera.

#### Nazionale
Ha debuttato in Nazionale il 25 agosto 2007, in Tahiti-Nuova Caledonia (0-1). Ha partecipato, con la Nazionale, alla Coppa delle nazioni oceaniane 2008 e alla Coppa delle nazioni oceaniane 2012. Ha collezionato in totale, con la maglia della Nazionale, 12 presenze.

### Allenatore
Nel 2015 diventa preparatore dei portieri della Nazionale neocaledoniana.